# Этеокл (сын Андрея)
Этеокл (др.-греч. Ἐτέοκλος, Ἐτεοκλῆς) — персонаж древнегреческой мифологии. Сын Андрея, царь Орхомена. Внук Миния из Орхомена. Женат на Евиппе, дочери Левкона . По другой версии, сын Кефисса, поэты называли его Кефисиад . Назвал одну из фил Кефисиадой, а другой дал своё имя .
Первым из людей принес жертвы Харитам и установил их число в три, воздвиг им святилище . В Орхомене почитаются камни, упавшие при нем с неба .